# Pętla (kolejka górska)
Pętla – element kolejki górskiej, inwersja.
Pętla to inwersja o kształcie pionowo postawionego okręgu (a raczej łzy odwróconej „do góry nogami”), którą pociąg,
w zależności od typu urządzenia, pokonuje po wewnętrznej lub zewnętrznej stronie. Pętle charakteryzują się dużymi
przeciążeniami dodatnimi u podstawy (do 5 g) i (przy odpowiednio wolnym przejeździe) uczuciem wypadania z wagonu na jej szczycie. Elementem zmiennym pętli jest odległość pomiędzy torem w nią wstępującym a zstępującym z pętli, przy czym, gdy pętla jest szersza niż wyższa, staje się ona korkociągiem.

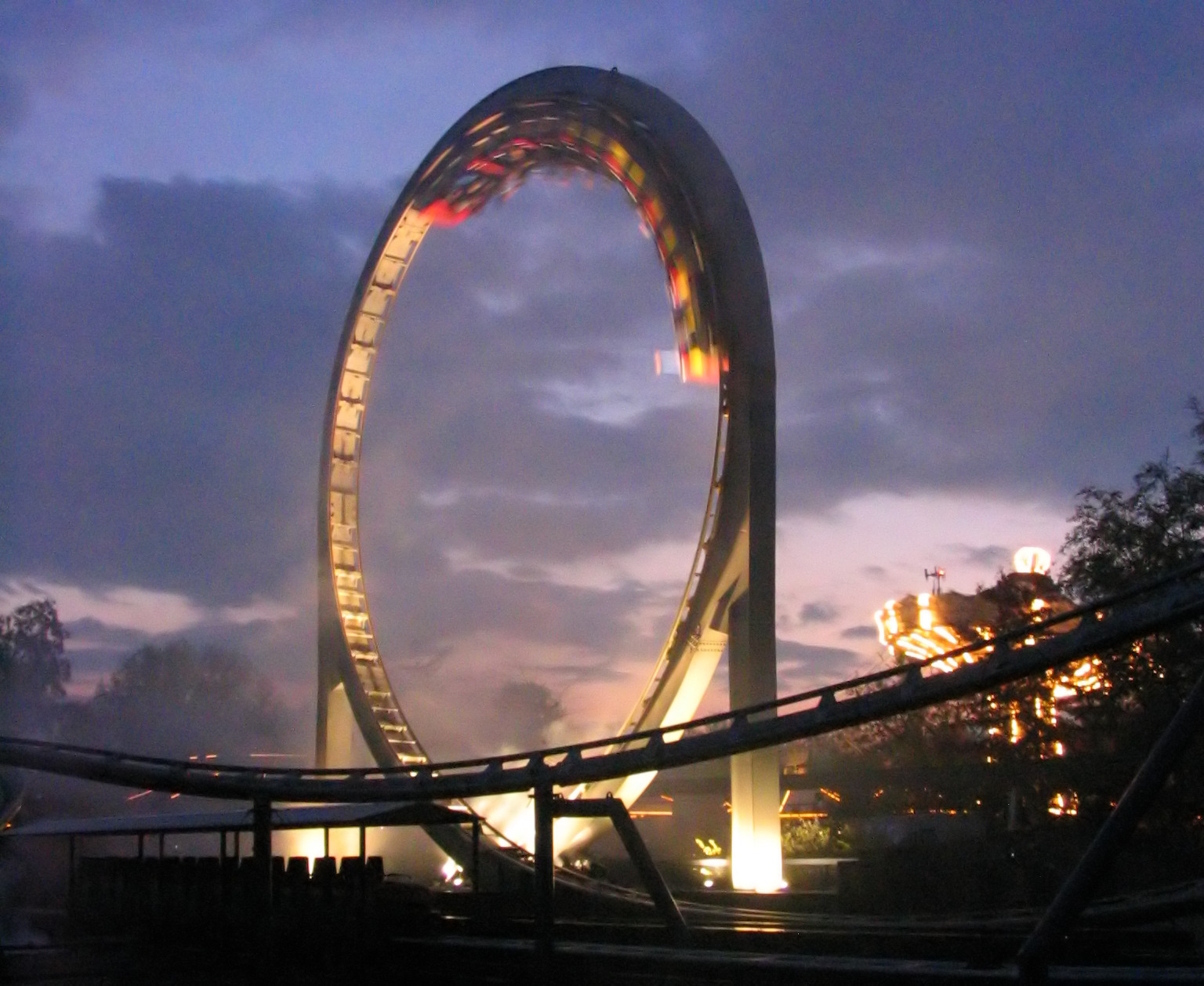
Bjl Looping Star
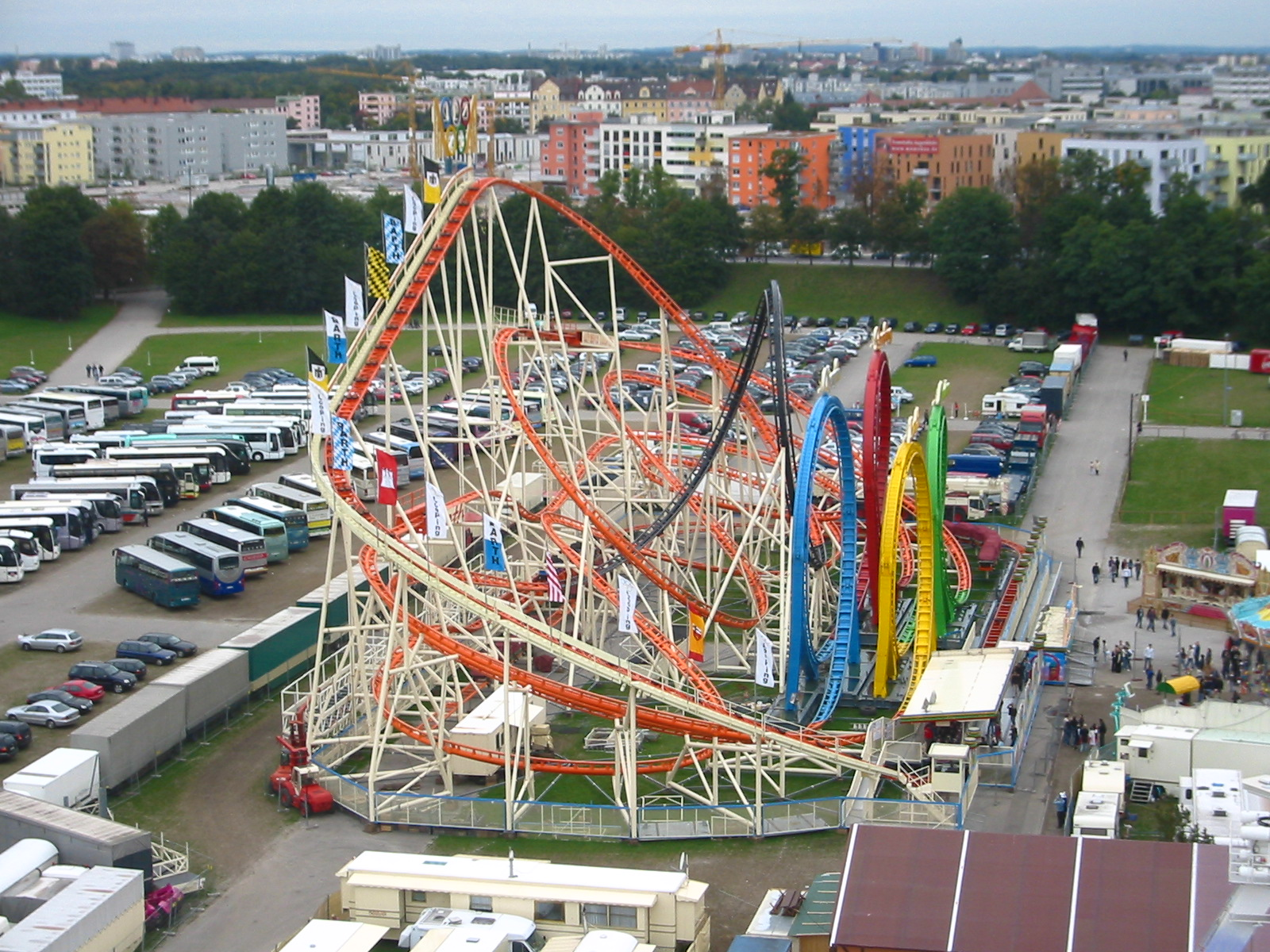
Pięć pętli na kolejce Olympia Looping (czarna pętla o nietypowym rozstawie)
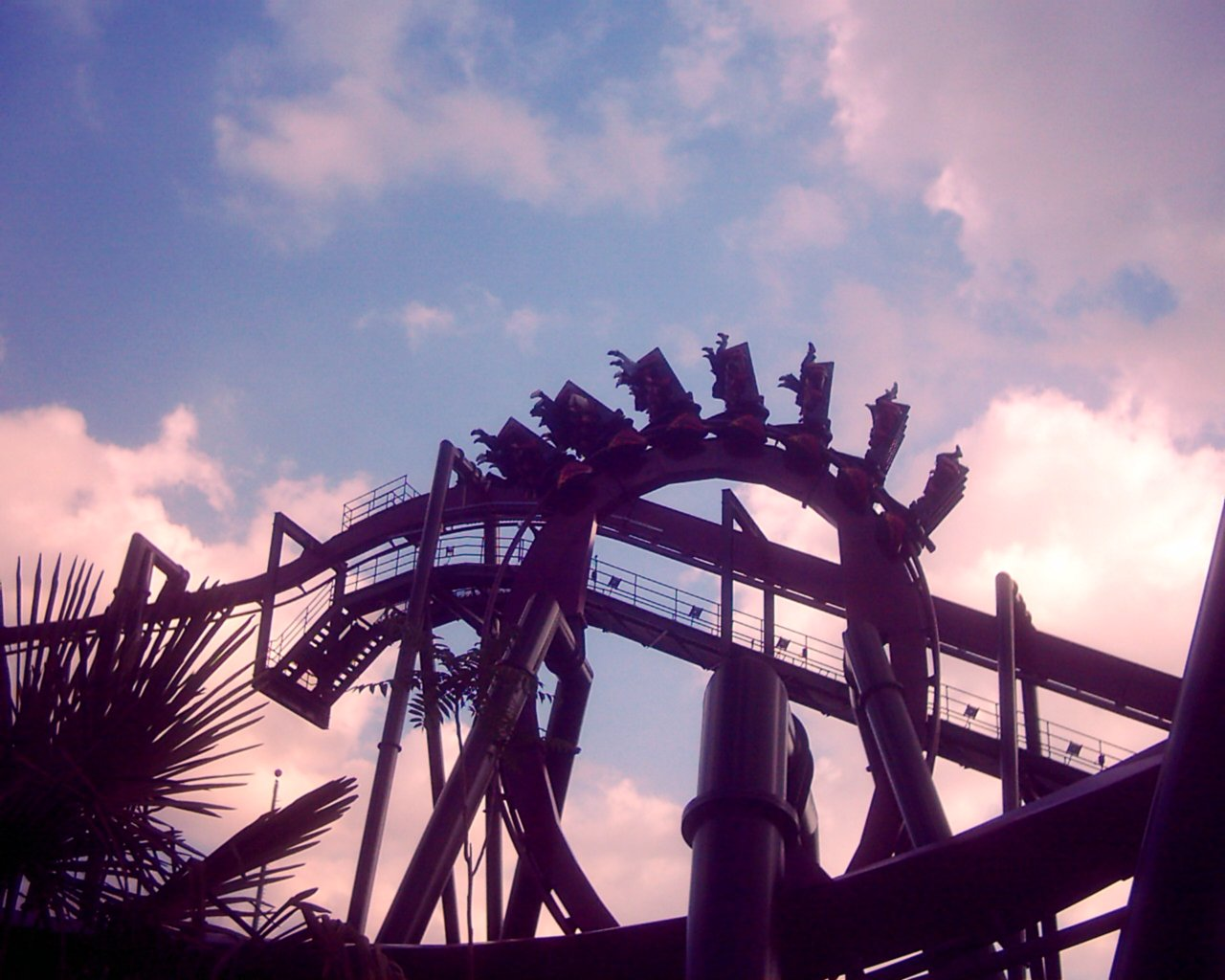
Pętla na kolejce odwróconej Nemesis Inferno
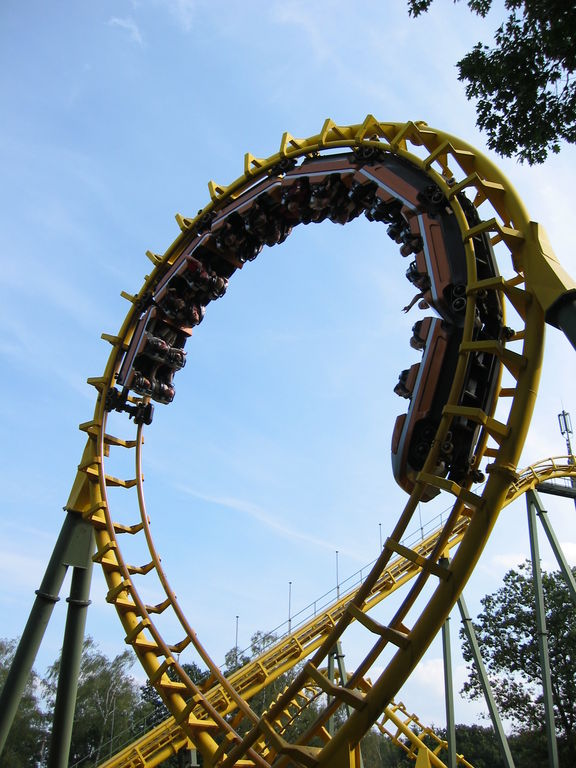
Pętla na kolejce Tornado
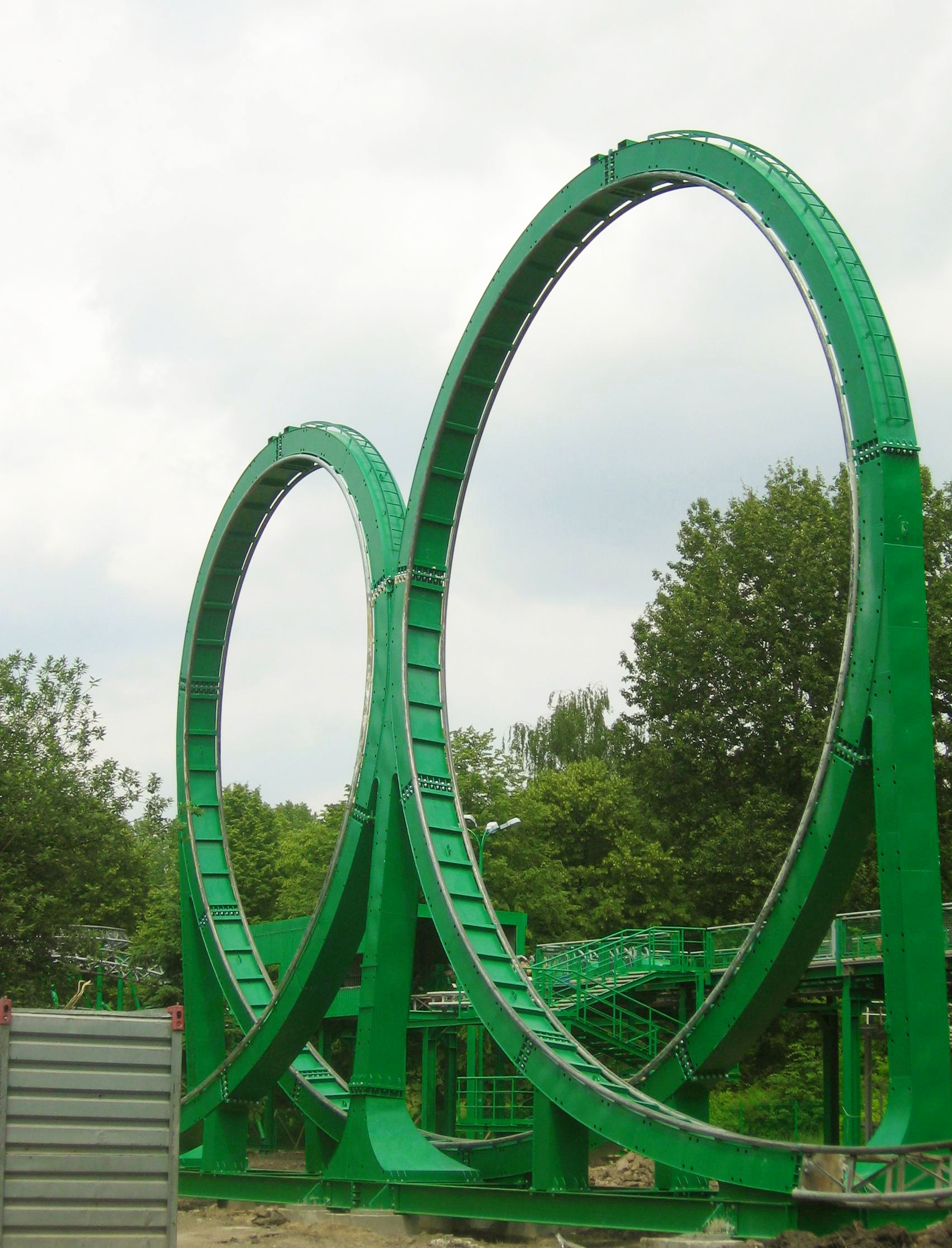
Dwie pętle na kolejce Diabelska pętla w parku Legendia w Chorzowie